# Wierzchosławice (gromada w powiecie jaworskim)
Wierzchosławice – dawna gromada, czyli najmniejsza jednostka podziału terytorialnego Polskiej Rzeczypospolitej Ludowej w latach 1954–1972.
Gromady, z gromadzkimi radami narodowymi (GRN) jako organami władzy najniższego stopnia na wsi, funkcjonowały od reformy reorganizującej administrację wiejską przeprowadzonej jesienią 1954 do momentu ich zniesienia z dniem 1 stycznia 1973, tym samym wypierając organizację gminną w latach 1954–1972.
Gromadę Wierzchosławice z siedzibą GRN w Wierzchosławicach utworzono – jako jedną z 8759 gromad na obszarze Polski – w powiecie jaworskim w woj. wrocławskim, na mocy uchwały nr 14/54 WRN we Wrocławiu z dnia 2 października 1954. W skład jednostki weszły obszary dotychczasowych gromad Wierzchosławice, Domanów, Nagórnik, Półwsie i Wierzchosławiczki ze zniesionej gminy Wierzchosławice oraz Pastewnik ze zniesionej gminy Kaczorów w tymże powiecie. Dla gromady ustalono 18 członków gromadzkiej rady narodowej.
1 stycznia 1957 z gromady Wierzchosławice wyłączono wsie Domanów, Nagórnik i Pastewnik, włączając je do gromady Marciszów w powiecie kamiennogórskim w tymże województwie, po czym gromadę Wierzchosławice zniesiono a jej pozostały obszar (wsie Wierzchosławice, Półwsie i Wierzchosławiczki) włączono najprawdopodobniej do gromady Bolków w powiecie jaworskim.